# Mouvement pour un Aceh libre
Pour les articles homonymes, voir GAM.
Le Mouvement pour un Aceh libre (en indonésien : Gerakan Aceh Merdeka ; GAM, également appelé en anglais : Aceh Sumatra National Liberation Front ; ASNLF) est une organisation séparatiste qui lutte pour l'indépendance de la province indonésienne d'Aceh à la pointe nord de l'île de Sumatra. L'aile armée de l'organisation a été officiellement dissoute à la suite de l'accord de paix signé en août 2005 entre le GAM et le gouvernement indonésien.
Des mésententes historiques entre des factions de la population d'Aceh et le gouvernement de l'Indonésie sur de mauvais traitements historiques, la prééminence du droit musulman, la répartition des recettes provenant des ressources naturelles de la région et l'augmentation du nombre de Javanais en Aceh provoquent l'émergence de ce mouvement durant les années 1970.
Le mouvement connaît trois pics d'activité, soit de 1976 à 1979, de 1989 au début des années 1990 et de 1999 à 2002.   

## Histoire

### Contexte
En 1908, le gouvernement colonial des Indes orientales néerlandaises proclame la fin d'une guerre de « pacification » en Aceh qui avait débuté en 1878. En réalité, des actions de résistance persisteront jusqu'au débarquement des Japonais dans l'archipel en 1942 et la reddition des troupes coloniales néerlandaises. Aceh n'ayant jamais été formellement intégré aux Indes néerlandaises, l'opinion séparatiste soutient que la proclamation de l'indépendance de l'Indonésie en 1945 ne concernait pas l'ancien sultanat d'Aceh, dont la population aurait dû être consultée pour une adhésion à la république d'Indonésie.
Pour calmer les velléités séparatistes d'Aceh, le gouvernement de Jakarta lui accorde un statut spécial en 1959 autorisant une prééminence du droit musulman. Le caractère autoritaire du régime Soeharto, combinée à l'insatisfaction de voir le peu de retombées de l'exploitation par la compagnie américaine Mobil du champ de gaz d'Arun et des ventes du gaz naturel liquéfié (GNL) au Japon, amène Hasan di Tiro, descendant de Teungku Chik di Tiro (en), un dirigeant de la résistance aux Hollandais, à créer le GAM le 24 décembre 1976 et à proclamer l'indépendance d'Aceh.

### Émergence (1976-1979)
Le petit mouvement de guérilla que forme alors le GAM attire l'attention du gouvernement central lorsqu'il attaque en 1977 un groupe d'ingénieurs de Mobil et fait parmi eux un mort. Le mouvement est durement réprimé par les forces gouvernementales, Di Tiro est presque tué et forcé à l'exil en Malaisie. Bénéficiant d'un soutien populaire marginal, le groupe finit par disparaître de la sphère publique. 

### Résurgence et répression (1989-1991)
Le groupe reprend ses activités en 1989, soutenu financièrement par la Libye et l'Iran, et déploie environ 1 000 soldats. En réaction, le gouvernement indonésien déclare Aceh comme « zone d'opérations militaires spéciales » et y envoie des troupes spéciales de contre-insurrection. Les villages soupçonnés d'abriter des membres du GAM sont incendiés et les familles de militants présumés sont enlevées et torturées. De nombreuses exactions et violations des droits humains, telles que de la torture, des détentions illégales et l'absence de tenue de procès équitables sont notées par Amnistie internationale et Human Rights Watch,. 
En 1996, le gouvernement indonésien déclare la fin de l'existence du GAM, celui-ci ayant été annihilé par les forces contre-insurrectionnelles. Les membres survivants du GAM se sont exilés vers la Malaisie. 

### Réplique (1999-2002)
Après la chute du régime autoritaire de Suharto en 1998, son successeur, le président Bacharuddin Jusuf Habibie procède au retrait des troupes d'Aceh, ce qui permet au GAM de se reconstituer progressivement en recrutant des jeunes et en capitalisant sur les exactions commises par le gouvernement central au début des années 1990. En 1999, le GAM accentue la violence contre les représentants du gouvernement et les habitants javanais de la province, ceci provoquant une réponse militaire de Jakarta. En 2001-2002, les forces armées et policières à Aceh passent à environ 30 000 puis à 50 000, lesquelles sont auteurs d'une grande opération répressive occasionnant la mort de milliers de civils. Cette vaste opération rencontre un certain succès pour les forces gouvernementales.

### Négociations de paix et accord
À la fin des années 1990, les dirigeants du GAM, pour la plupart en exil en Suède, entament des négociations de paix avec le gouvernement central. Celles-ci mèneront à la signature d'un accord de cessation des hostilités en décembre 2002, qui sera transgressé après quelques mois. En 2003-2004, le GAM perdra la moitié de ses membres. À la suite du tsunami de décembre 2004, le GAM déclare un cessez-le-feu afin de permettre l'acheminement de l'aide humanitaire. De son côté, le gouvernement indonésien lève temporairement les restrictions imposées à Aceh pour permettre les opérations de secours.
De nouveaux pourparlers s'amorcent en février 2005 en Finlande, sous la supervision du président finlandais Martti Ahtisaari et permettent la signature d'un accord de paix le 15 août 2005, mettant fin à 30 ans d'insurrection. En vertu de cet accord, le GAM s'engage à la démilitarisation de la région et le gouvernement à retirer tous les militaires et policiers non locaux d'ici la fin de l'année. Une mission de surveillance en Aceh est mise en place par l'UE et l'ASEAN pour superviser le processus de désarmement. Un décret présidentiel vient également accorder l'amnistie à environ 500 anciens membres du GAM en exil et libère sans condition environ 1 400 membres emprisonnés par le gouvernement. Seront aussi convenus la facilitation par le gouvernement de la création de partis politiques en Aceh, la mise sur pied d'une commission vérité-réconciliation et des revenus provenant des ressources naturelles d'Aceh qui resteront dans la province dans une proportion de 70 %. 
Le 27 décembre 2005, les dirigeants du GAM annoncent la dissolution de leur branche militaire. Le commandant du GAM, Sofyan Daud, déclare aux journalistes : « L'armée nationale d'Aceh fait désormais partie de la société civile et œuvrera à la réussite de l'accord de paix ». Le fondateur du GAM, Hasan di Tiro, pourra finalement revenir en Indonésie le 11 octobre 2008, après près de 30 ans d'exil.

### Après l'accord de 2005
Aux premières élections libres organisées en Aceh le 11 décembre 2006, sous supervision internationale, pour le poste de gouverneur de la province, Irwandi Youssouf (en), membre du GAM, âgé de 46 ans, est arrivé en tête avec près de 39 % des voix, contre un concurrent qui, avec 15 à 17 % des voix, se trouve en dessous du seuil de 25 % permettant de participer à un second tour. Le scrutin s'est déroulé dans le calme et le président Yudhoyono a reconnu son issue .